# Anatolij Konstantinow
Anatolij Ustinowicz Konstantinow (ros. Анато́лий Усти́нович Константи́нов, ur. 12 czerwca 1923 w Moskwie, zm. 22 października 2006 tamże) – radziecki pilot, dowódca wojskowy, marszałek lotnictwa (1985), Bohater Związku Radzieckiego (1946).

## Życiorys
Skończył 9-klasową szkołę średnią, działał w Komsomole, od 1940 w Armii Czerwonej, 1941 ukończył wojskową szkołę lotniczą w Tbilisi, służył w 8 Zapasowym Pułku Lotnictwa Myśliwskiego w Saratowie. Od sierpnia 1941 na froncie II wojny światowej, walczył na Froncie Południowym, 1, 2 i 4 Froncie Ukraińskim, brał udział w bitwie pod Stalingradem, operacji krymskiej i wypieraniu Niemców z Polski, Rumunii, Czechosłowacji, Węgier i w zajmowaniu Austrii.
Dowódca klucza i eskadry 85 Gwardyjskiego Lotniczego Pułku Myśliwskiego, wyróżnił się jako mistrz wsparcia powietrznego Iłów-2, które pod jego dowództwem nie ponosiły praktycznie żadnych strat z rąk wroga. Do lutego 1945 wykonał 294 loty bojowe, wziął udział w 90 walkach powietrznych i osobiście zestrzelił 19 samolotów wroga; za te zasługi 15 maja 1946 został uhonorowany tytułem Bohatera Związku Radzieckiego. Łącznie podczas wojny wykonał 327 lotów bojowych, wziął udział w 96 walkach powietrznych i osobiście zestrzelił 23 samoloty wroga. Kilka razy był ranny, raz jego samolot został uszkodzony, zmuszając go do awaryjnego lądowania.  Od 1943 w WKP(b).
Po wojnie dowódca eskadry i zastępca dowódcy pułku myśliwskiego, a od 1952 dowódca pułku myśliwskiego. Od lutego 1956 zastępca dowódcy, od marca 1957 dowódca dywizji myśliwskiej Sił Powietrznych ZSRR. Od kwietnia 1958 w Wojskach Obrony Powietrznej, w której był również dowódcą dywizji lotniczej. 1964 ukończył Akademię Sztabu Generalnego, od 1968 dowódca Korpusu Wojsk Obrony Powietrznej, od grudnia 1970 dowódca 11 Samodzielnej Armii Obrony Przeciwlotniczej w Chabarowsku, od 1973 dowódca wojsk obrony przeciwlotniczej Bakijskiego Okręgu Wojskowego, od 1980 dowódca wojsk obrony przeciwlotniczej Moskiewskiego Okręgu Wojskowego, 1982 skończył wyższe kursy akademickie w Akademii Sztabu Generalnego. Od 30 kwietnia 1985 marszałek lotnictwa. Zwolniony ze stanowiska po lądowaniu Mathiasa Rusta na Placu Czerwonym w 1987. W 1987 i w latach 1990-1992 wojskowy inspektor-doradca Grupy Generalnych Inspektorów Ministerstwa Obrony ZSRR, od maja 1992 na emeryturze. 1974-1989 deputowany do Rady Najwyższej ZSRR. Honorowy obywatel Sewastopola i Židlochovic.

## Odznaczenia
- Złota Gwiazda Bohatera Związku Radzieckiego (1946)
- Order „Za zasługi dla Ojczyzny” IV klasy
- Order Lenina (dwukrotnie)
- Order Czerwonego Sztandaru (czterokrotnie)
- Order Aleksandra Newskiego (22 lutego 1945)
- Order Wojny Ojczyźnianej I klasy (dwukrotnie)
- Order Wojny Ojczyźnianej II klasy
- Order Czerwonej Gwiazdy (dwukrotnie)
- Order „Za służbę Ojczyźnie w Siłach Zbrojnych ZSRR” III klasy
- Medal „Za zwycięstwo nad Niemcami w Wielkiej Wojnie Ojczyźnianej 1941–1945”
- Medale ZSRR

- Order Tudora Vladimirescu (Rumunia)
- Order Gwiazdy Polarnej (Mongolia)
- Krzyż Zasługi (Polska)

Inne zagraniczne ordery i medale.